# Eliyahu Offer
Eliyahu Offer (en hebreo: אליהו עופר‎; Trípoli, Administración aliada de Libia; 1 de junio de 1944 – Ómer, Israel; 15 de diciembre de 2022) fue un futbolista y entrenador de fútbol israelí nacido en Libia que jugaba en la posición de Centrocampista.
Jugó toda su carrera como jugador con el Hapoel Be'er Sheva de 1959 a 1978, equipo con el que fue dos veces campeón nacional.
En 2012 fue gerente general del Maccabi Be'er Sheva y más tarde puso un restaurante en Be'er Sheva con éxito.

### Entrenador
| Periodo   | Club                  |
| --------- | --------------------- |
| 1977–1979 | Hapoel Be'er Sheva    |
| 1980–1981 | Hapoel Be'er Sheva    |
| 1981–1983 | Beitar Jerusalem      |
| 1983–1984 | Hapoel Be'er Sheva    |
| 1985–1986 | Maccabi Sha'arayim FC |
| 1988      | Beitar Jerusalem      |
| 1989–1990 | Hapoel Tel Aviv FC    |
| 1990–1992 | Hapoel Be'er Sheva    |
| 1998–1999 | Hapoel Be'er Sheva    |
| 1999      | Hapoel Jerusalem FC   |

## Logros
- Liga Premier de Israel (2): 1974–75, 1975–76
- Supercopa de Israel (1): 1974–75
- Liga Leumit (1): 1970–71